# Hemigraphis cumingiana
Hemigraphis cumingiana là một loài thực vật có hoa trong họ Ô rô. Loài này được Fern.-Vill. mô tả khoa học đầu tiên năm 1880.